# Johan Greter
Johan Jacob Greter (Amsterdã, 25 de outubro de 1900 - 29 de janeiro de 1975) foi um ginete holandês, especialista em saltos, medalhista olímpico.

## Carreira
Johan Greter representou seu país nos Jogos Olímpicos de Verão de 1936, na qual conquistou a medalha de prata nos saltos por equipes. Ele foi um prisioneiro da Segunda Guerra, que pulou de um trem em velocidade, e conseguiu chegar até a Inglaterra como refugiado.